# 워 머신
제임스 루퍼트 "로디" 로즈(James Rupert "Rhodey" Rhodes)는 마블 코믹스 세계에 등장하는 가공의 인물이다. 토니 스타크의 가장 친한 친구로 미국 공군 고위급 장교이다. 늘 토니 스타크를 위해 걱정하며 때로는 토니 스타크와 갈등하기도 하지만 방황하는 토니 스타크를 바로잡아 주려고 진심으로 노력하는 데다가 토니 스타크가 국방부와 마찰을 빚었을 때에도 토니 스타크의 편에 서서 변호를 해줬던 토니 스타크에게는 최고의 친구이다.
이로 인하여 토니 스타크가 주변인물 중 유일하게 제임스 로즈에게만 아이언맨 슈트Mk2를 선물했으며 제임스 로즈가 아이언맨슈트Mk2를 개조 하였다 이름는워 머신이라 칭한다.(아이언맨3에서는 워 머신 슈트에 빨강, 파랑, 하얀색을 칠하고 아이언 패트리어트이라 칭한다.)

## 담당 배우

### 영화
- 아이언맨 (2008) - 테런스 하워드
  - 아이언맨 2 (2010) - 돈 치들
  - 아이언맨 3 (2013) - 돈 치들
  - 어벤져스: 에이지 오브 울트론 (2015) - 돈 치들
  - 캡틴 아메리카: 시빌 워 (2016) - 돈 치들
  - 어벤져스: 인피니티 워 (2018) - 돈 치들
  - 캡틴 마블 (2019) - 돈 치들
  - 어벤져스: 엔드게임 (2019) - 돈 치들